# Rodolf de Zähringen
Rodolf de Zähringen (1135 - Herdern (Friburg de Brisgòvia), 5 d'agost de 1191) fou arquebisbe de Magúncia (1160-1161) i príncep-bisbe del principat de Lieja de 1167 fins a la seva mort el 1191.
Era el fill de Conrad de Zähringen i de Clemència de Luxemburg-Namur. El 1160 el poble de Magúncia va elegir-lo com a successor d'Arnold de Selenhofen però l'emperador Frederic I no va reconèixer l'elecció, per causa de les tensions entre els Staufer i els Zähringen. Quan el Concili de Lodi del 1161 va anul·lar l'elecció de Rodolf i excomunicar-lo, Cristià de Magúncia va succeir-li.
El 1167 va proposar-se com a príncep-bisbe de Lieja, amb l'ajut de son germà Bertold, Balduí V d'Hainaut i Enric de Namur-Luxemburg. Durant el seu regne va transferir el crani de Lambert de Lieja com a relíquia a la Catedral de Friburg de Brisgòvia. Com que els seus projectes polítics dins de Sacre Imperi no tenien èxit, va concentrar-se al seu bisbat que considerava com un mitjà per enriquir-se. Un monjo predicador, Lambert el Quec, va oposar-se a la simonia bisbal i la luxúria dels canonges. Rodolf va empresonar-lo però el papa va decidir el seu alliberament.
Rodolf va participar en la Tercera Croada el 1188 i acompanyà l'emperador, Frederic I fins al camp d'Acre, tot i que no hi ha esments dels seus gestes militars. Al retorn va fer escala a Herdern, un feu seu a Brisgòvia. Durant l'estada va morir. Segons Cartellieri no era un gran bisbe i no va realitzar coses destacables, sinó alentir o impedir un moviment de reformació en perseguir Lambert el Quec.
Va ser sebollit a l'Abadia de Sant Pere de la Selva Negra.